# ملی‌گرایی ترکی

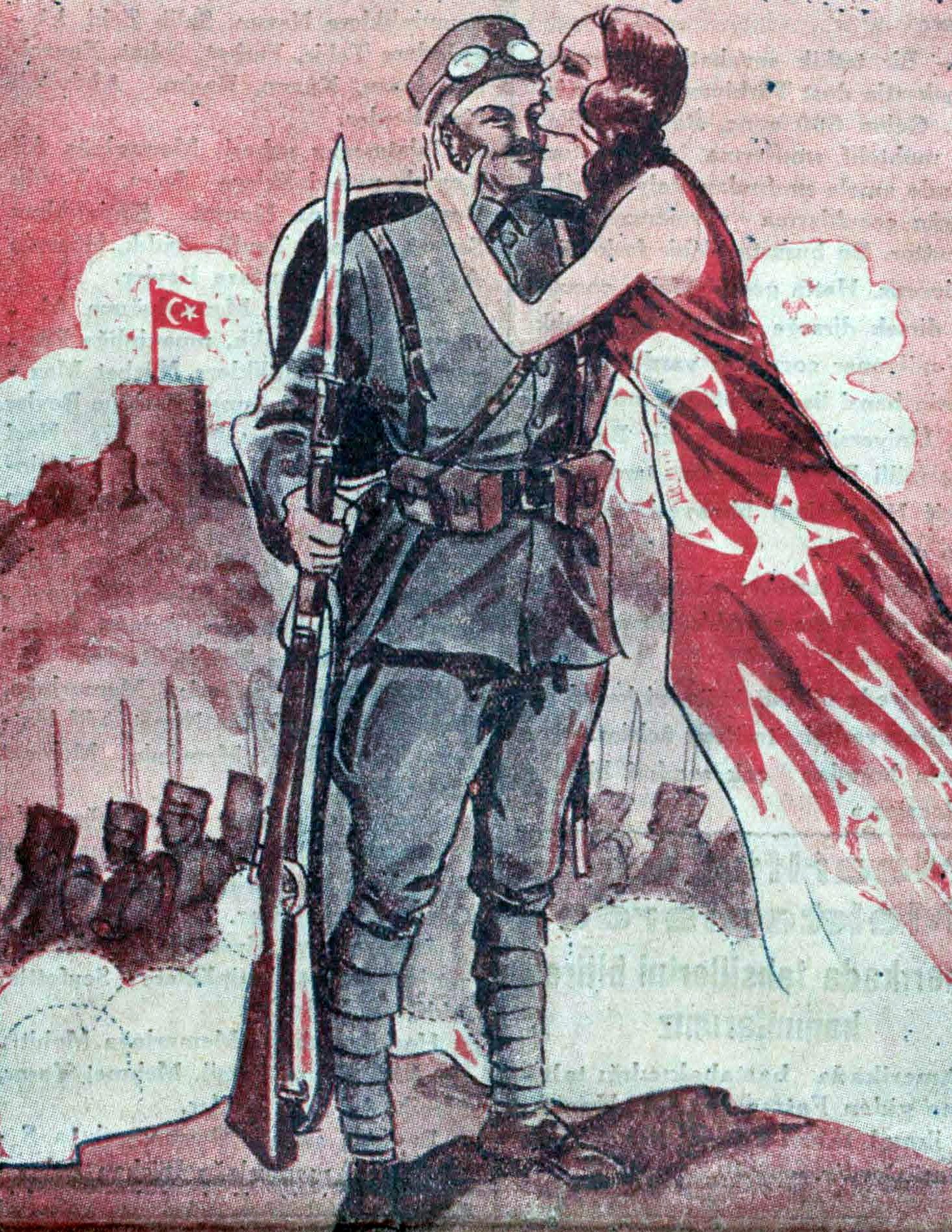
شخصیت ملی ترکیه، بزرگداشت آزادی ازمیر

ملی‌گرایی ترکی (ترکی استانبولی: Türk milliyetçiliği) به ناسیونالیسم در میان مردم ترکیه و افرادی که هویت ملی آنها ترک است گفته می‌شود. ناسیونالیسم ترک متشکل از جنبش‌ها و احساسات سیاسی و اجتماعی است که ناشی از عشق به فرهنگ ترکی، زبان‌ها و تاریخ ترکی و احساس غرور در ترکیه و مردم ترکیه است. در حالی که آگاهی ملی در ملت ترک را می‌توان در سده‌های گذشته نیز ردیابی کرد، اما ناسیونالیسم عامل تعیین کننده غالب نگرش ترک‌ها عمدتاً از قرن بیستم میلادی بوده است. ناسیونالیسم مدرن ترک در دوران تنظیمات رشد کرد. همچنین رابطه پیچیده‌ای با هویت مسلمان، پان‌ترکیسم و پان‌تورانیسم دارد.

## تاریخچه

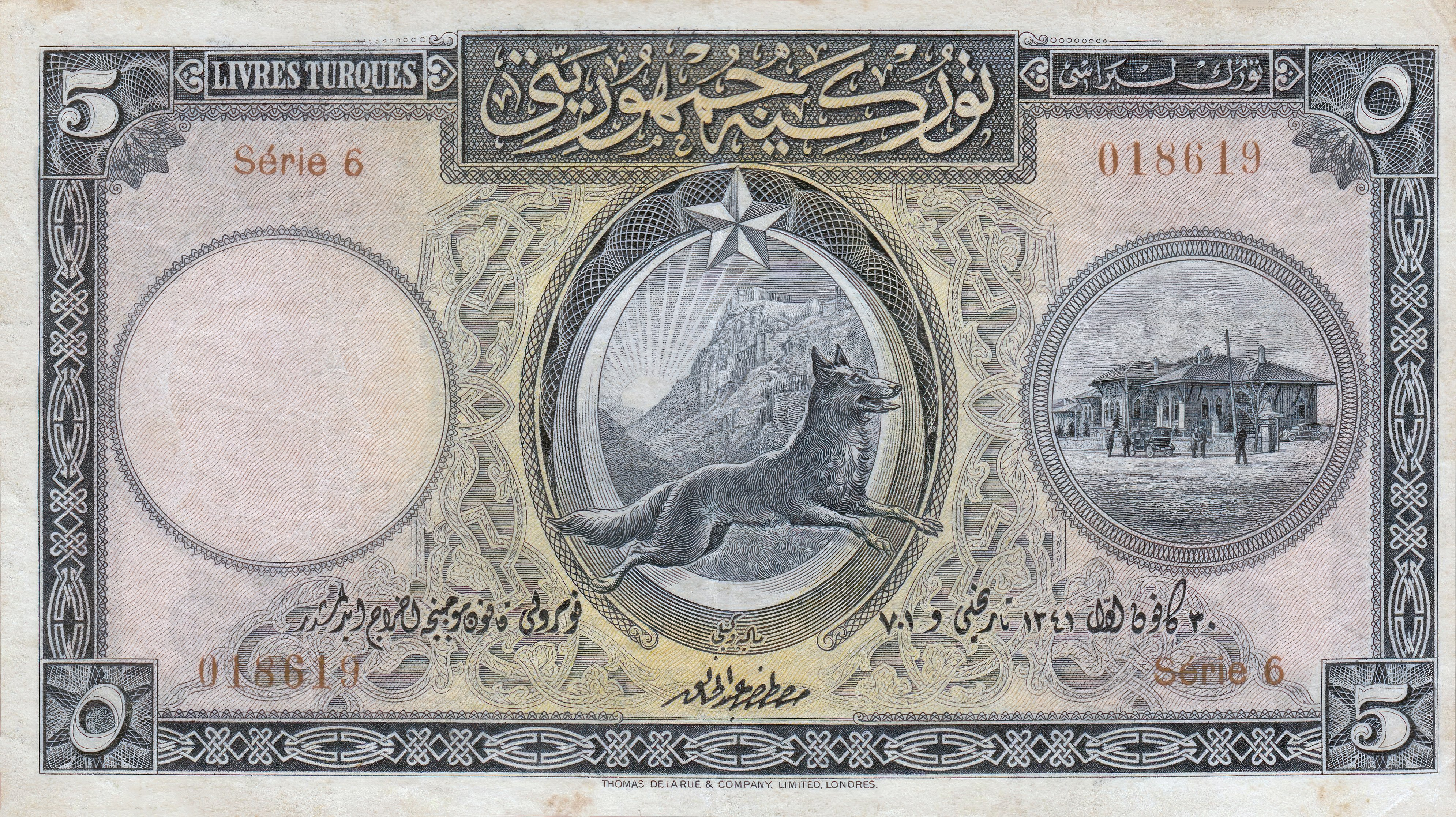
اسکناس ۵ لیره‌ای مربوط به دوران آتاتورک در ترکیه. گرگ خاکستری نماد ناسیونالیسم ترک و همچنین پان‌ترکیسم است.

پس از سقوط امپراتوری عثمانی، مصطفی کمال آتاترک به قدرت رسید. او اصلاح زبان را با هدف «پاکسازی» زبان ترکی از نفوذ زبان‌های خارجی (عمدتاً عربی و فارسی) ارائه کرد. وی همچنین تز تاریخ ترکیه را در محافل سیاسی و آموزشی ترکیه از دهه 1930 میلادی ترویج کرد. محققان ترک در آن زمان مانند حسین جاهد یالچین و رفعت عثمان بیگ نیز به این ایده رسیدند که سومری‌های اولیه پرو-ترک (پیش‌ترک) بودند.
ملی‌گرایان اولیه ترک معمولاً سکولار بودند و اغلب تحت تأثیر ضیا گوک‌آلپ (۱۸۷۶–۱۹۲۴) بودند. هدف گوکالپ ترکی کردن اسلام بود. که قرآن باید از عربی به ترکی ترجمه شود و اذان به جای عربی از مناره‌ها به ترکی خوانده شود. در سال‌های اولیه جمهوری، سنت‌های مذهبی اهمیت چندانی نداشتند و ناسیونالیست‌های ترک نسبت به غربی‌سازی جامعه ترکیه بازتر بودند.